# Senet
Senet (nach dem altägyptischen Verb für „passieren“ oder „durchschreiten“) ist ein altägyptisches Brett- und Gesellschaftsspiel, das sich besonders in der Oberschicht großer Popularität erfreute und seit mindestens 3000 v. Chr. belegt ist. Es wurde bis in die nachchristliche Zeit um 300 n. Chr. gespielt und war den heutigen Brettspielen Backgammon und Mensch-ärgere-dich-nicht ähnlich.

## Beschreibung
Ein typisches Senet-Spieleset bestand aus einem Spielbrett, verschieden gestalteten Spielfiguren und sogenannten Zählknochen. Das Spielebrett war rechteckig, besaß für gewöhnlich die Maße 35 × 10 cm oder 55 × 20 cm und hatte auf seiner Oberseite exakt dreißig Spielfelder, je zehn in einer Reihe. Aus diesem Grund wurde Senet auch „das 30-Felder-Spiel“ genannt. Die Zählknochen  waren plättchenförmig und besaßen auf jeder Seite eine unterschiedliche Anzahl an Zählstrichen. Zum Figurenset gehörten drei große, kegelförmige Figuren und vier etwas kleinere, spulenförmige Spielsteine. Das gesamte Set konnte aus Holz, Keramik, Elfenbein oder Fayence hergestellt sein.

## Regeln

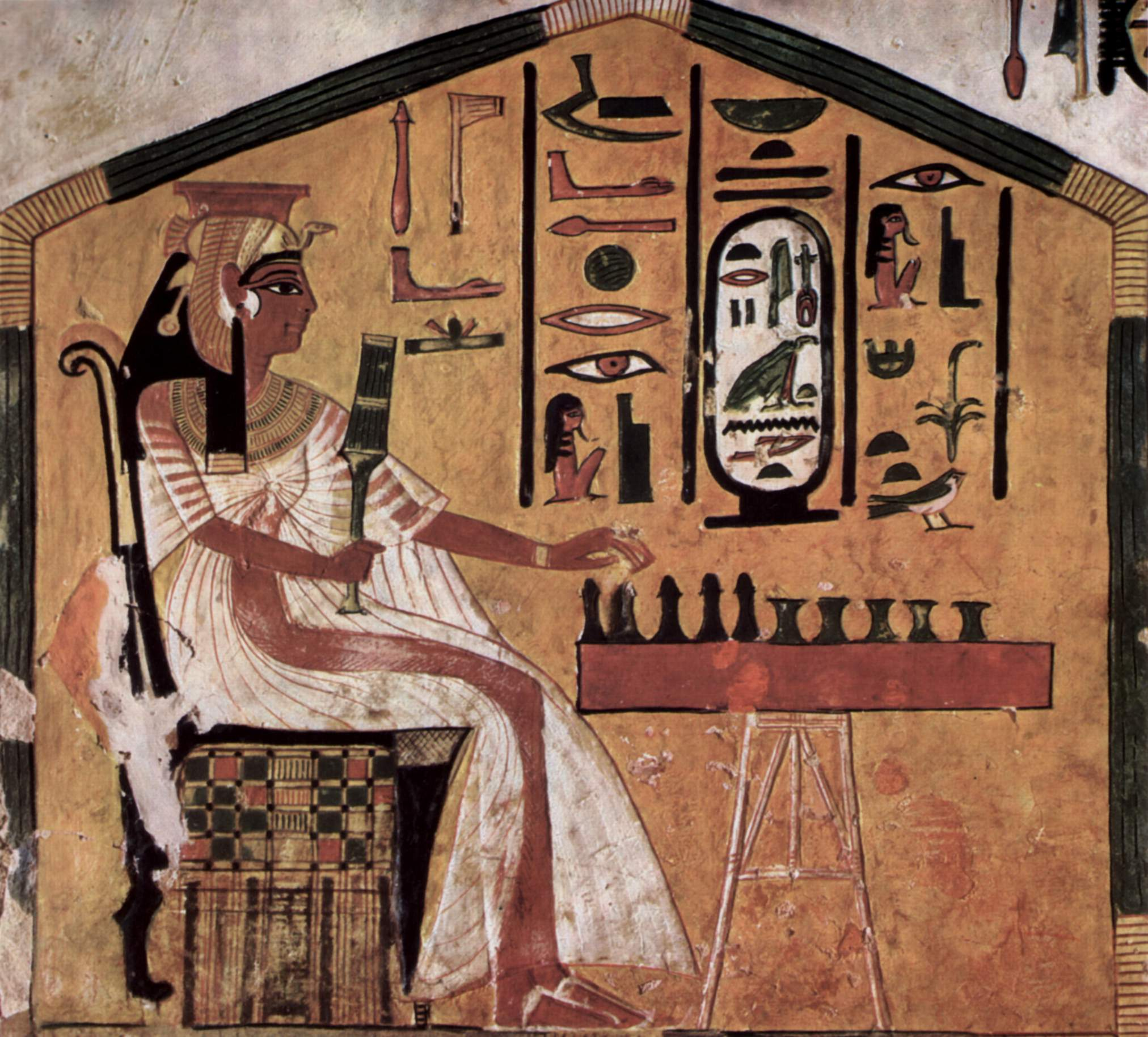
Königin Nefertari (19. Dynastie) beim Senetspiel

Senet wurde von zwei Spielern  gespielt. Die Reise begann in einem Feld mit der Aufschrift „Geburt“. Die letzten fünf Spielfelder enthielten die Miniaturdarstellungen von Gottheiten und Wörtern: Horus; Re + Osiris; Month (oder Thot) + Schu + Maat; Semataui und zu guter Letzt Per-nefer (das „Haus des Guten“). Über die Spielereihen verteilt gab es vier Felder, die Glück oder Unglück brachten. Diese waren mehr oder weniger ungleichmäßig verstreut. Da gab es zum Beispiel das Feld „Überschwemmung“, das den Spieler dazu zwang, seine Figur aus dem Spiel zu nehmen. Das Spielfeld „Frosch/Kröte“ hingegen brachte Glück – der Spieler durfte seinen nächsten Punktewurf doppelt zählen. Jeder Spieler bekam sieben Figuren, die als Ibau („Tänzer“) bezeichnet wurden. Je nachdem, wie viele Zählstriche nach einem Wurf der Zählknochen nach oben zeigten, durfte der Spieler mit einer Figur seiner Wahl vorwärts ziehen. Ziel des Spiels war es, als Erster mit allen verbliebenen Figuren in einem der letzten Häuser anzukommen.

## Mythologische Bedeutung
Senet diente nicht nur der Unterhaltung, sondern hatte auch eine religiöse Bedeutung. Der Brettspieltext enthält viele Bezüge zum Lauf der Sonne und der Dekan-Sterne. Namentlich wird das Sternbild Orion erwähnt, welches Osiris verkörperte. Ein Zusammenhang ist auch in den Erwähnungen des Nutbuches zu sehen, dessen Inhalt mit dem Ziel des Spieles in Übereinstimmung steht. Es lässt sich ein deutlicher Bezug zu den Chatiu-Dämonen herstellen, die sich in der Balsamierungswerkstatt aufhalten, um deren Lösung des Übels zu erreichen. Die Spieler übernehmen mythologisch die Rolle als Entscheider über deren Schicksal.

## Bekannte Darstellungen und Funde

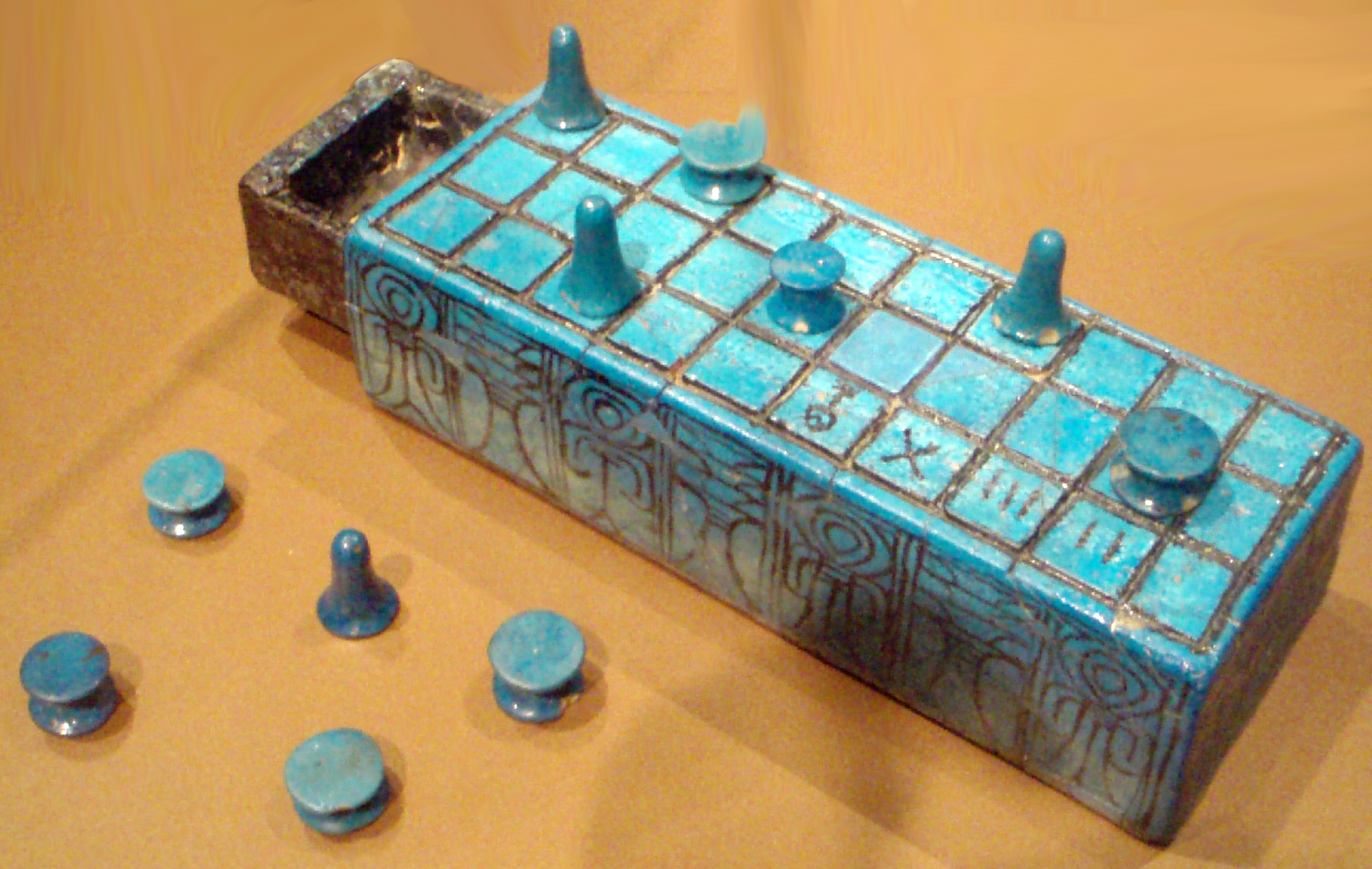
Spielset von Amenophis III. aus Fayence mit Schubfach, Spielfeld und Steinen

Zahlreiche Funde, Beschreibungen und Abbildungen legen nahe, dass Senet offenbar seit den frühdynastischen Epochen existiert. Spielfiguren, die eindeutig zu Senet-Spielesets gehören, fanden sich in Gräbern der 1. Dynastie. Auf einer Wandmalerei in der Mastaba des Hesire (3. Dynastie, Altes Reich) in Sakkara ist die älteste vollständige Abbildung eines Senet-Spiels zu sehen. Weitere sehr bekannte Darstellungen finden sich in den Mastabas des Alten Reiches, oft in Szenen aus Feierlichkeiten und Banketts. In der Mastaba des Idu (6. Dynastie) in Sakkara ist ein solches Bankett zu sehen, bei dem – neben Senet – mehrere Gesellschaftsspiele, darunter Mehen, gespielt werden.
2006 entdeckte der spanische Ägyptologe José Manuel Galan ein 3500 Jahre altes Senet-Spiel. Es stammt aus den Gräbern der hohen ägyptischen Beamten Djehuti und Heri aus der 18. Dynastie. Die Spieleset-Teile aus Holz und Elfenbein gelten als einer der wichtigsten Funde aus der Zeit des Neuen Reiches. Einige Senet-Spielesets wurden auch im Grab des Tutanchamun gefunden.